# Pacte de Ceret
El Pacte de Ceret fou un tractat entre el Principat de Catalunya i el Regne de França.
El 7 de setembre del 1640, els representants de la Generalitat de Catalunya, Ramon de Guimerà i Francesc de Vilaplana, nebot de Pau Claris, van signar un pacte al convent dels caputxins de Ceret amb Bernard Du Plessis-Besançon, delegat (i nebot) per Armand Jean Du Plessis de Richelieu (el Cardenal Richelieu), en representació de Lluís XIII de França, pel qual Catalunya havia de rebre suport militar francès per separar-se de la Monarquia Hispànica, quedant així constituïda com a república lliure sota la protecció del rei francès.
Aquell tractat va ser anomenat també “dels nebots” perquè el representant català Vilaplana era nebot de Pau Claris i el representant francès Du Plessis-Besançon era nebot del Cardenal Richelieu.
Pau Claris havia convocat els Braços Generals el 10 de setembre del 1640, però paral·lelament, i sense consultar les ciutats, havia encetat els contactes amb els francesos.
Pau Claris convocà la Junta General de Braços, que s'erigí com a institució rectora de la nova situació, va fer oficials els compromisos amb França i la secessió i va emetre deute públic per finançar les despeses militars. L'esclat definitiu de la Guerra dels Segadors i l'avanç victoriós de les tropes castellanes per Cambrils, Tarragona i Martorell entre d'altres, feu que la Junta negociés amb els francesos proclamant Lluís XIII de França com a comte de Barcelona el 23 de gener del 1641, per tal d'aturar l'exèrcit castellà contra Barcelona, tres dies abans de la batalla de Montjuïc.